# Basílica de San Agustín (Annaba)
La Basílica de San Agustín (en francés: Basilique Saint-Augustin) es una basílica católica que también tiene el estatus de Procatedral que esta dedicada a San Agustín de Hipona situado en Annaba, Argelia. La basílica está bajo la circunscripción de la Diócesis de Constantina. La construcción de la basílica empezó en 1881 y terminó el 29 de marzo de 1900, aunque la iglesia no fue dedicada hasta el 24 de abril de 1914. La estatua de San Agustín en la basílica contiene supuestamente uno de los huesos de sus brazos.
Fue construido no lejos de los restos de la basílica construida por San Agustín, en donde él murió mientras que la ciudad era asediada por los vándalos.